# Asam testvérek

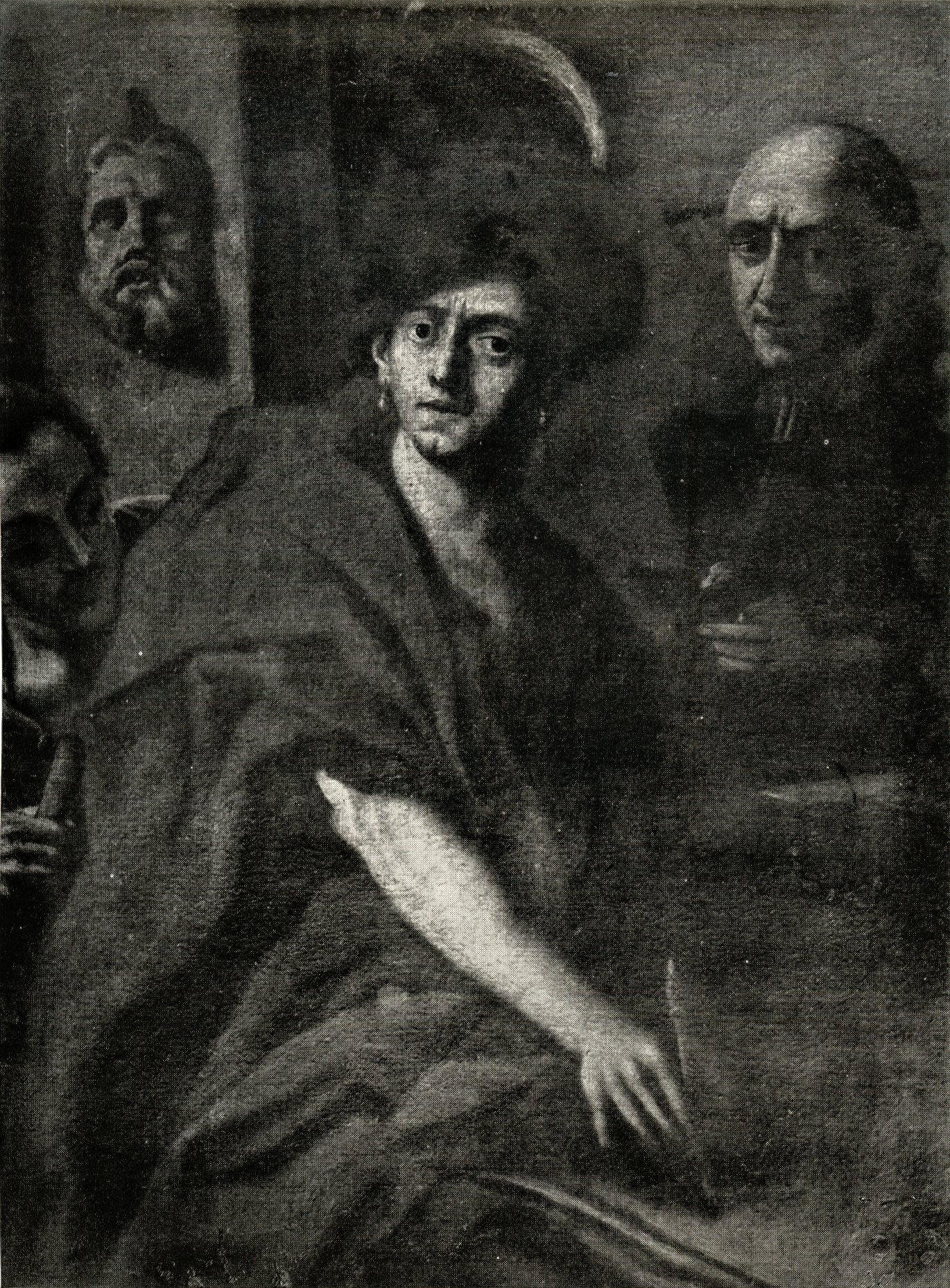
Egid Quirin Asam: Cosmas Damian Asam

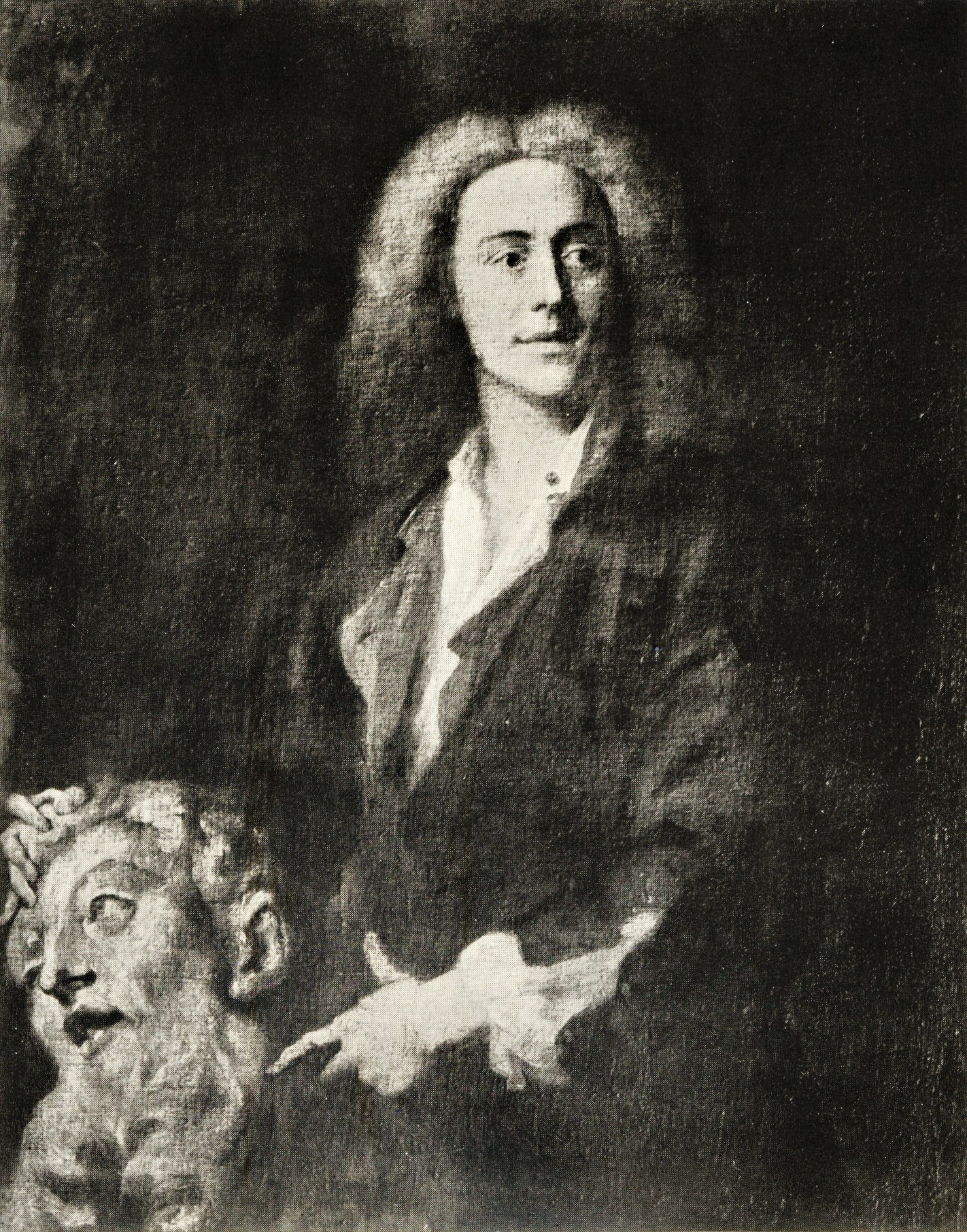
Cosmas Damian Asam: Egid Quirin Asam

Az Asam testvérek, Cosmas Damian Asam (1686–1739) és Egid Quirin Asam (1692–1750), szobrászként, festőként és építészként tevékenykedtek dél-német - főleg bajor - területen. Általában együtt dolgoztak, ha külön számlára is. A késő barokk legfontosabb német képviselői.

## Életük
Cosmas Damian Asam és öccse, Egid Quirin Asam hét testvérükkel a Benediktbeuernben működő  Hans Georg Asam festő gyermekeiként látták meg a napvilágot. Mindketten apjuk mellett sajátították el a festés művészetét. Apjuk halála (1711) után úgy döntöttek, hogy stukkókészítéssel is fognak foglalkozni. Ezért Cosmas a tegernsee-i apát támogatásával Rómába utazott, hogy elsajátítsa a mesterséget. 1713-ban Cosmas Damian a pápa jelenlétében kapta meg az Accademia di San Luca festőiskola első díját. Lehetséges, hogy testvére is elkísérte az úton, bár ő akkoriban a müncheni udvari szobrásznál, Andreas Faistenbergernél tanulta ki a szobrász mesterséget. Miután Cosmas visszatért Olaszországból, a Bencés rendhez fűződő szoros kapcsolataiknak köszönhetően rögtön több megbízást is kaptak.
Mindkét testvér tehetséges volt és folytatták apjuk örökségét. Cosmas festőként és szobrászként, Egid építészként, stukkó készítőként és szobrászként tevékenykedett. Mivel jól kiegészítették egymást, majdnem minden megbízást együtt vállaltak, bár külön számlára.

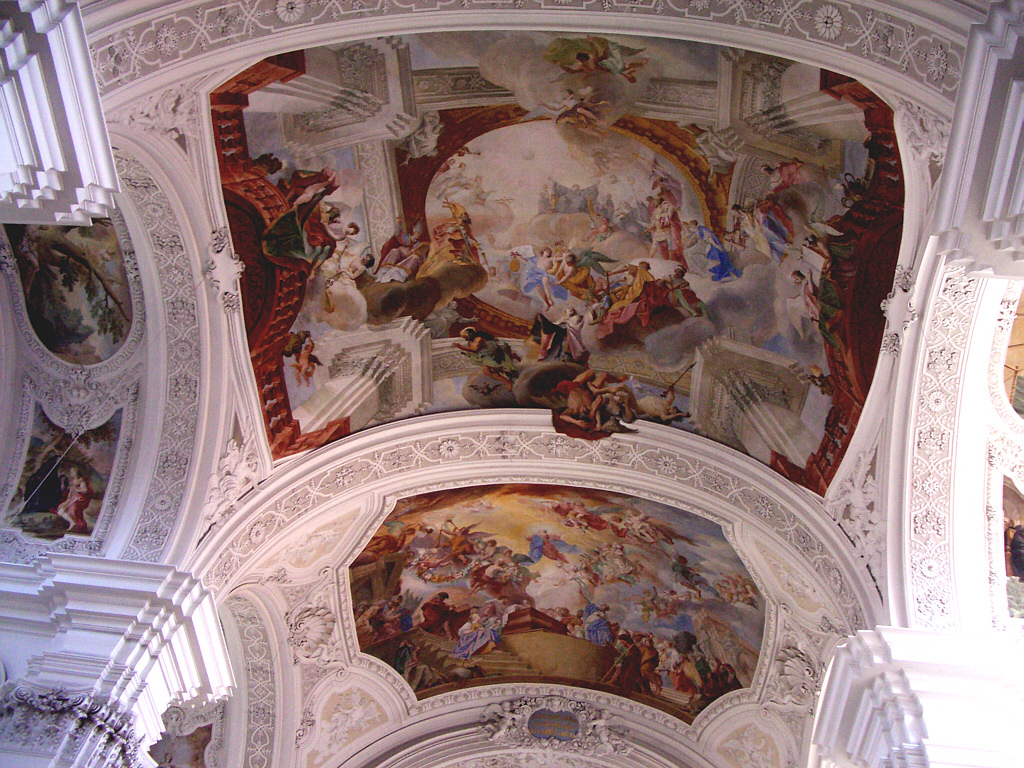
A weingarteni bazilika freskója

Cosmas nagyon tehetséges volt a freskófestésben, s ennek köszönhetően gyorsan ismertté váltak a testvérek. Cosmas freskói körülbelül hasonló árban mozogtak és hasonló módon keresettek voltak, mint az olasz kortársuk, Giovanni Battista Tiepolo freskóművei.
A Bambergben készített freskók és stukkók még illúziókeltő ábrázolásról árulkodnak. Későbbi munkáik már egységesebb összhatást mutatnak. Színpadias kereteket sikerült teremteniük a barokk istentiszteletek számára (theatrum sacrum), amely jól megfigyelhető pl. Weingartenben.
Hírnevüket igazán a weltenburgi apátsági templom építészeti ill. belsőépítészeti kivitelezése alapozta meg. A késő barokk ideálnak megfelelően sikerült a festményeket és szobrokat a térbeosztással illetve az épület egészével addig soha nem látott összhangba hozniuk.
1723-ban és 1724-ben nem egészen másfél év alatt kifestették és kidiszítették az egész freisingi bazilikát. A stukkók és freskók színeinek kiválasztásában pedig igazodtak a főoltár festményéhez, amely Peter Paul Rubens munkája.
Megbízást immár Csehországból, Tirolból és Svájcból is kaptak. 1727-től már mindketten Münchenben laktak. Legismertebb alkotásuk a müncheni Nepomuki Szent János templom, amely egykori lakhelyük közvetlen szomszédságában áll. Ezen munkájukat megbízás nélkül, saját zsebből fizették az üdvösség elnyerésének reményében.

## Munkáik

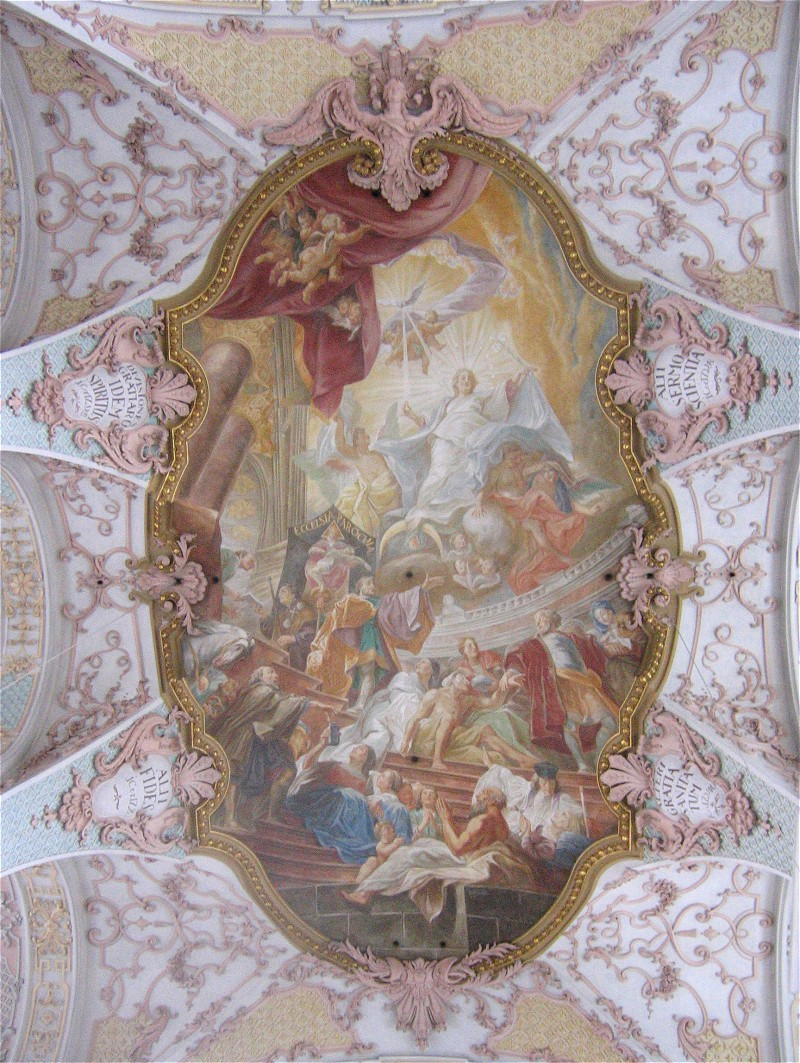
Szentlélek templom, München

- Schutzengelkirche mellékoltárképe (egykori Franziskanerkirche) Straubing, 1710 körül
- Freskók - Bamberg, 1714
- Apátsági templom - Weltenburg, 1716-1721
- Michelfeld - apátság, 1717-től
- Rohr Kolostor temploma, Alsó-Bajorország, 1718
- Weingarten - apátsági templom, 1719
- Aldersbach - kolostor, 1720
- Schleißheim - kastély, 1721
- Kißlegg, Szent Anna kápolna freskói, 1722
- Innsbruck - Szent Jakab templom, 1722–1723
- Freisingen - templom, 1723–1724
- Einsiedeln - kolostor,  1724–1726
- München - Heilig-Geist-Kirche, 1727
- Stift Břevnov, Breunau Prága mellett, 1727
- Nepomuki Szent János templom (Asam-templom), München, 1734